# 聖三頌
《聖哉經》（拉丁語：Sanctus）是基督教會彌撒儀式所用聲樂套曲之一，按拉丁文所翻譯出來的意思有「神聖的」或「聖者」的意思。中文則有不同的譯法，例如天主教會稱為聖聖聖/歡呼歌；聖公會則稱作三聖哉頌。天主教彌撒通常會安排在聖體聖血祝聖前所詠唱；而聖公會的崇拜則會在大祝謝文中唱或讀。
而在一般的聖樂彌撒曲中，《聖哉經》位列第四首。

## 歌詞內容
以拉丁文寫成的歌詞如下：
Sanctus, Sanctus, Sanctus
Dominus Deus Sabaoth.
Pleni sunt caeli et terra gloria tua.
Hosanna in excelsis.
Benedictus qui venit in nomine Domini.
Hosanna in excelsis.
當中頭三行的內容，是來自《以賽亞書》第6章第3节，天使所唱出的讚美詩，相近的內容亦在《啟示錄》第6章第8节中出現，並以「高聲讚美主」作結尾。另外，教會很早期便在《聖哉頌》後加入《迎主曲》（Benedictus），內容是取自馬太福音第21章第9節，講述耶穌在被釘前的一個星期（即棕枝主日/聖枝主日），騎著驢子進入耶路撒冷時，四周的群眾夾道歡迎並呼喊著的內容。這部份同樣以「高聲讚美主」作為總結。
在日常的宗教禮儀上，《聖三頌》和《迎主曲》都是緊接在一起，可以視為同一段落的，而收錄於《常用歌集》中的葛麗果聖歌也顯示《聖三頌》和《迎主曲》是在同一首曲子內。不過在聖樂上，《聖三頌》和《迎主曲》既可以合併，亦可以分開；例如莫扎特和海頓的彌撒曲，《聖三頌》和《迎主曲》是分成兩個樂章的，但貝多芬卻是依從一般的禮儀曲，把兩者合併在同一樂章上。

## 其他語言版本

### 香港聖公會聖餐崇拜禮文 (第二式)大祝謝文（甲）的三聖哉頌
聖哉，聖哉，聖哉，天地萬軍的主上帝，你的榮光充滿天地。歡呼之聲，響徹雲霄。
奉你名而來的，是應當稱頌的。歡呼之聲，響徹雲霄。

### 香港聖公會聖餐崇拜禮文 (第二式)大祝謝文（乙、丙、丁）的三聖哉頌
聖哉，聖哉，聖哉，大有權能，大有威嚴的主，你的榮光充滿天地。歡呼之聲，響徹雲霄。
奉你名而來的，是應當稱頌的。歡呼之聲，響徹雲霄。

### 天主教香港教區彌撒經文的聖三頌
聖、聖、聖，
上主、萬有的主，你的光榮充滿天地。
歡呼之聲，響徹雲霄。
奉主名而來的，當受讚美。
歡呼之聲，響徹雲霄。
（台灣天主教也會唱此版本）

### 台灣天主教彌撒經文的歡呼歌
聖、聖、聖，
上主、萬有的天主，你的光榮充滿天地。
歡呼之聲，響徹雲霄。
奉上主名而來的，當受讚美。
歡呼之聲，響徹雲霄。

### 天主教另外版本的歡呼歌
聖哉、聖哉、聖哉，
上主、萬有的主，你的光榮充滿天地。
歡呼之聲，歡呼之聲響徹雲霄。
賀撒納，賀撒納，歡呼之聲響徹雲霄
賀撒納，賀撒納，歡呼之聲響徹雲霄
奉主名而來的，當受讚美。
賀撒納，賀撒納，歡呼之聲響徹雲霄
賀撒納，賀撒納，歡呼之聲響徹雲霄

### 台灣聖公會聖餐崇拜禮文版
聖哉，聖哉，聖哉，天地萬軍的主，主的榮光充滿天地，和散那在至高處。
奉主名來的是應當稱頌的，高高在上和散那。

### 英文版
現時常用的版本是根據英語文本國際協會（English Language Liturgical Consultation）於1973年所訂立的版本，適用於天主教會及大部份的基督教會：
Holy, holy, holy Lord, God of power and might,
heaven and earth are full of your glory.
Hosanna in the highest.
Blessed is he who comes in the name of the Lord.
Hosanna in the highest.
而美國天主教本身亦於2011年對英文版本作出了更新：
Holy, Holy, Holy Lord God of hosts.
Heaven and earth are full of your glory.
Hosanna in the highest.
Blessed is he who comes in the name of the Lord.
Hosanna in the highest.